# Lokrum
Lokrum (it: Lacroma) est l’une des îles au large de la ville de Dubrovnik, à environ 600 mètres du littoral dalmate. Elle s'étend sur 2 kilomètres de long, du nord au sud, et 500 mètres de large. Le point culminant de l’île se trouve à 96 mètres d'altitude. Lokrum héberge le jardin botanique de Dubrovnik.

## Histoire

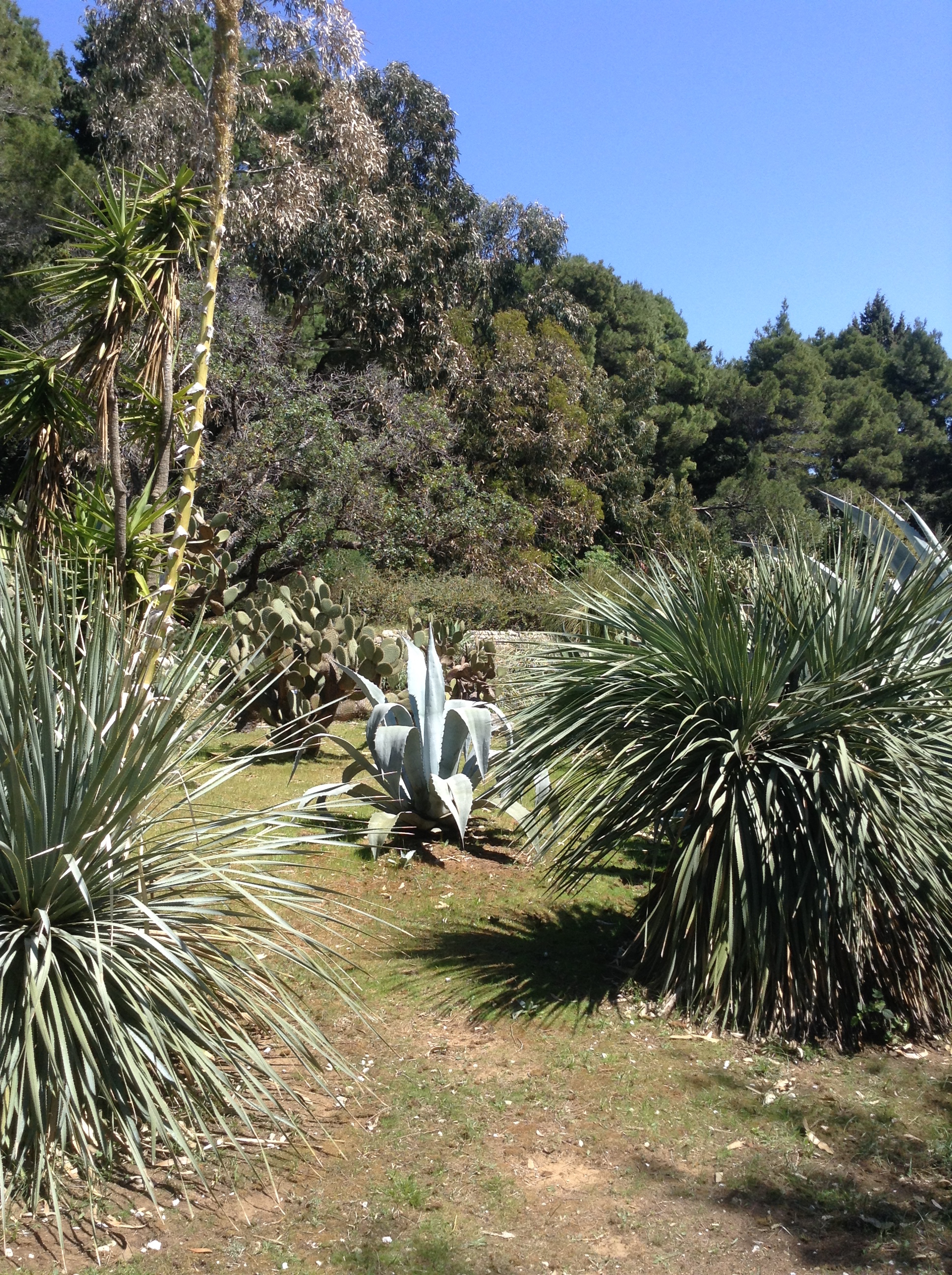
Vue sur le jardin botanique.

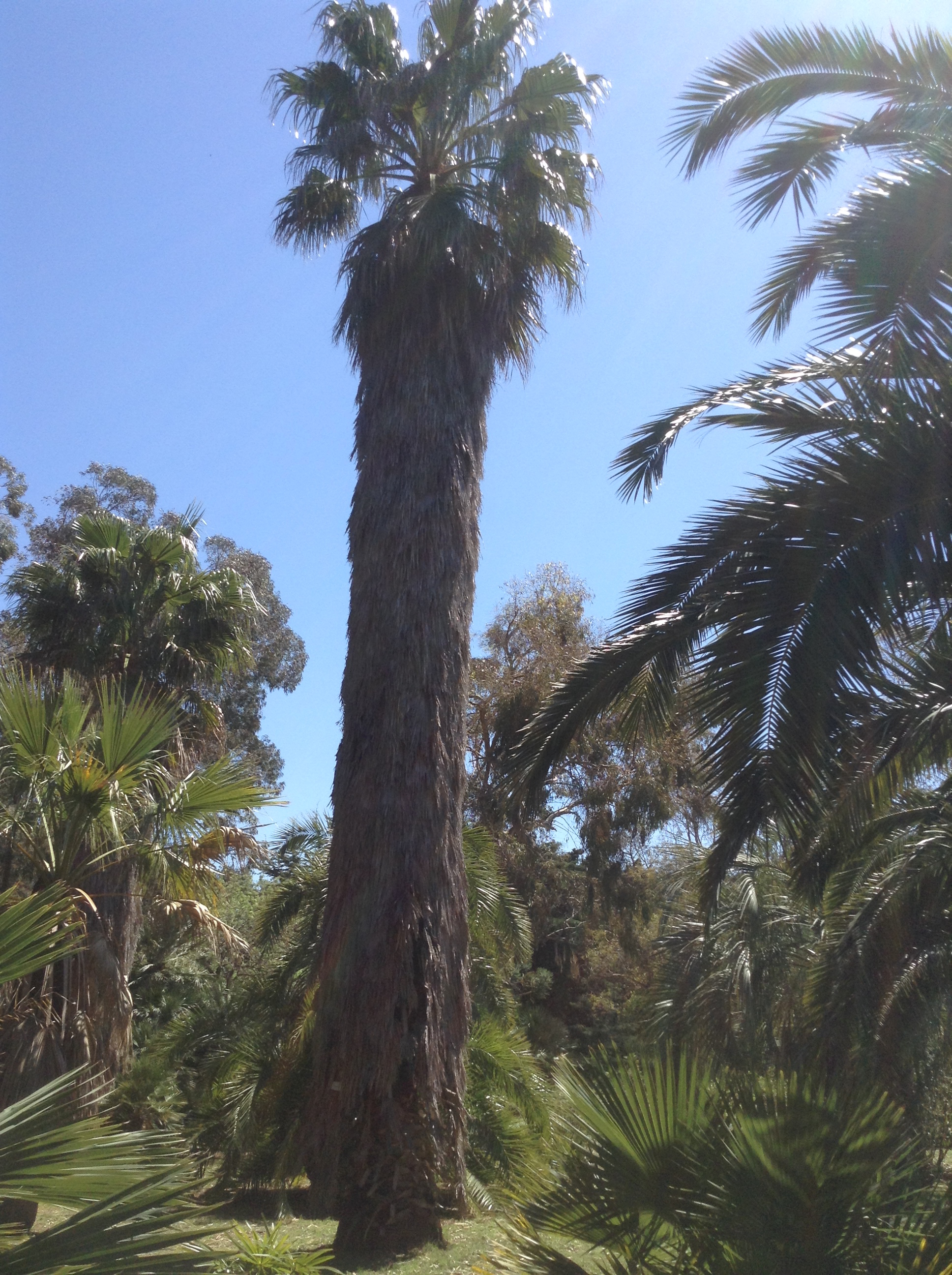
Un Washingtonia filifera sur l'île de Lokrum.

L’histoire de l’île remonte au XIe siècle, plus précisément en 1023, date de la fondation d'un monastère bénédictin. Le nom Lokrum (La-croma) provint du mot latin acrumen qui veut dire « fruit amer ». Une tradition botanique – et surtout la culture de fruits – remonte à l’époque bénédictine. Selon la légende, Richard Cœur de Lion, lors de son retour de la croisade en 1192, trouve refuge sur l’île après le naufrage de son navire. En remerciement, le roi décide de faire construire une église sur l’île ; pourtant, sur la requête des citoyennes de Dubrovnik, l’église est construite dans cette ville et non sur l’île de Lokrum.
Jusqu’à 1798, l’île reste sous l’égide de l’ordre bénédictin. Au fil des siècles, l’ordre fait bâtir et agrandir le monastère et fait élever une basilique. Tous deux sont sévèrement endommagés par le séisme de 1667.
En 1798, les bénédictins quittent l’île en raison de la suppression de l’ordre et l’île reste abandonnée jusqu’en 1806, époque de l’occupation par l’armée napoléonienne et de la construction du Fort Royal.

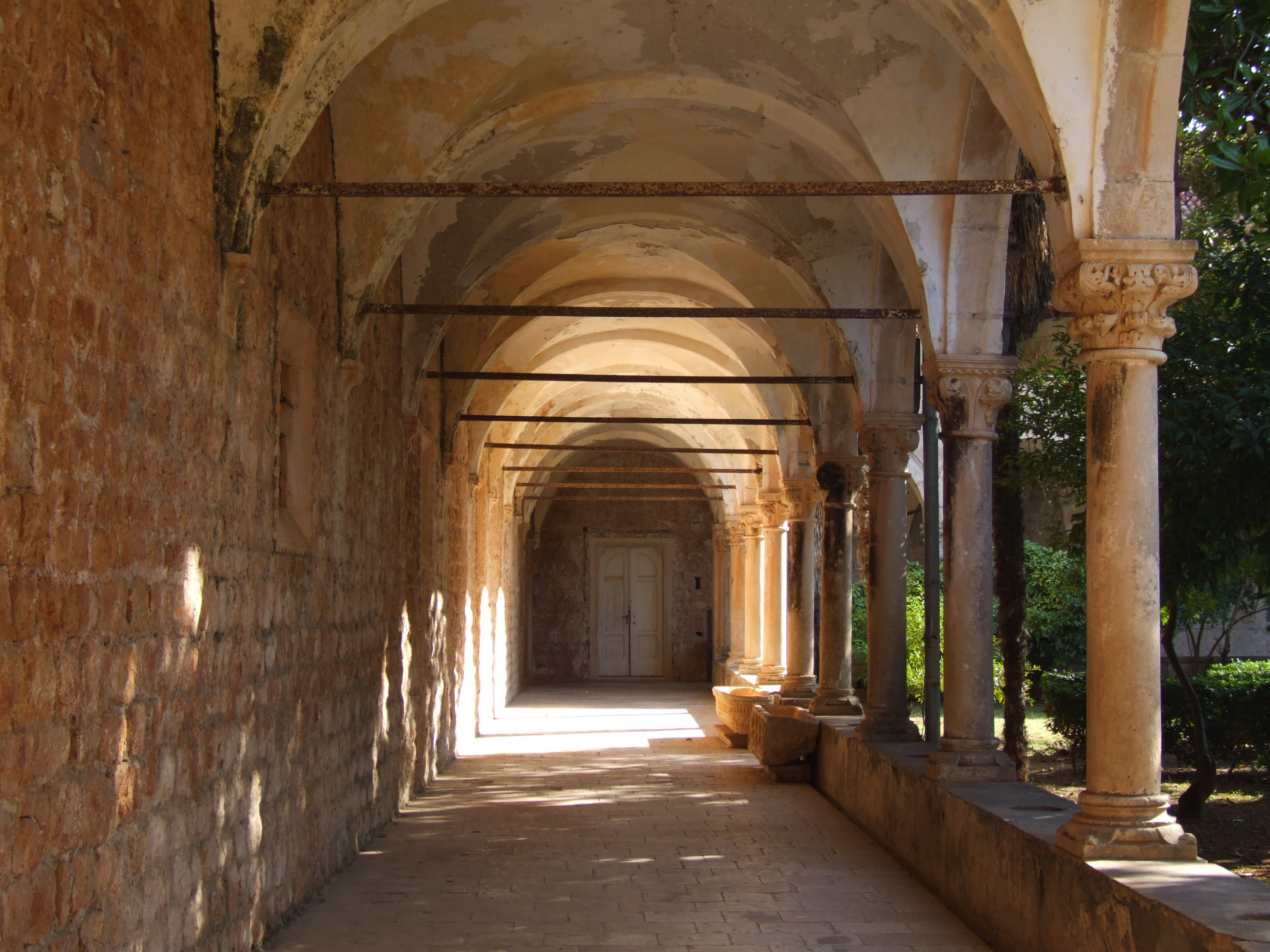
L'ancien monastère bénédictin.
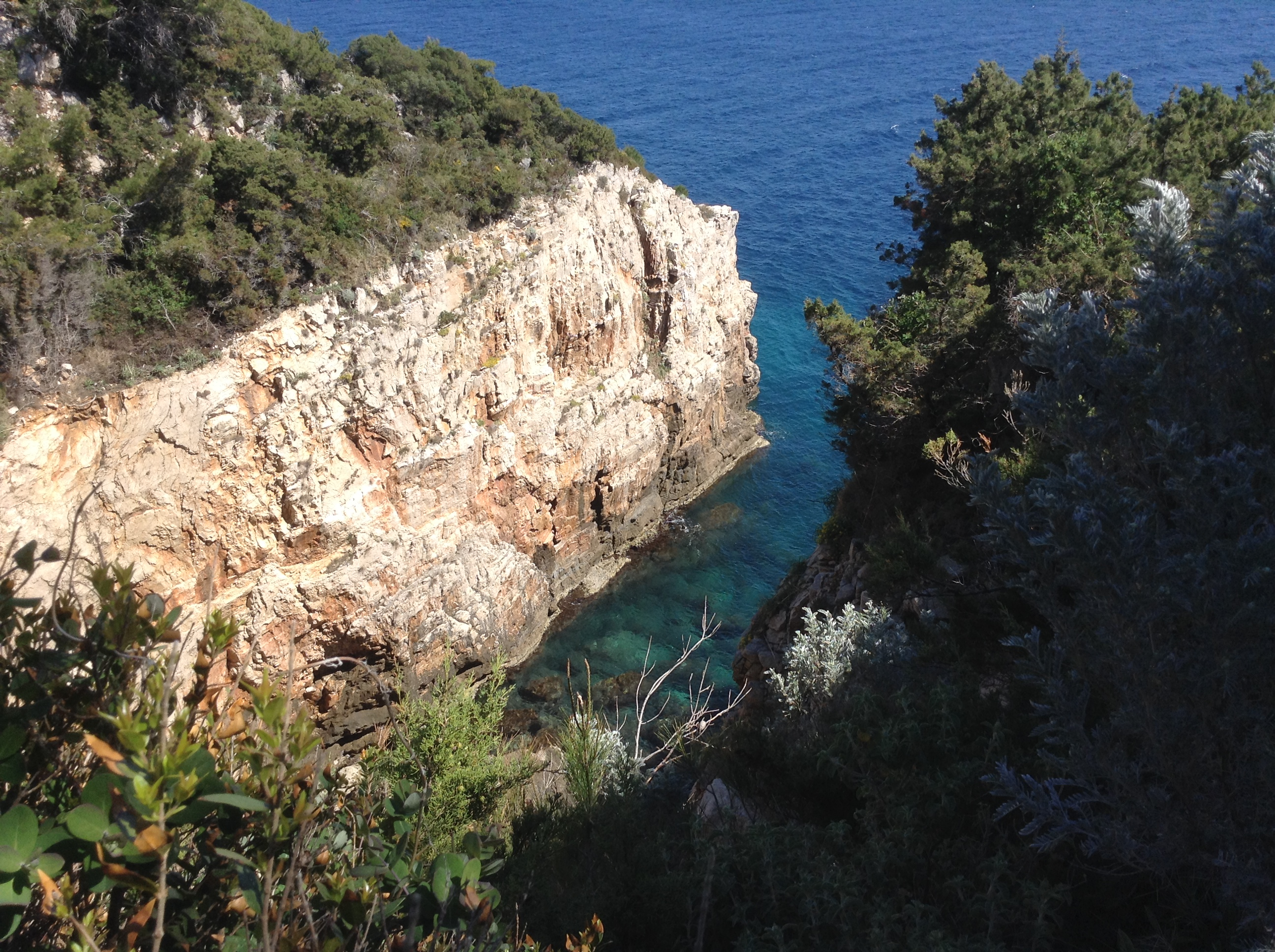
Falaise abrupte à l'île de Lokrum.
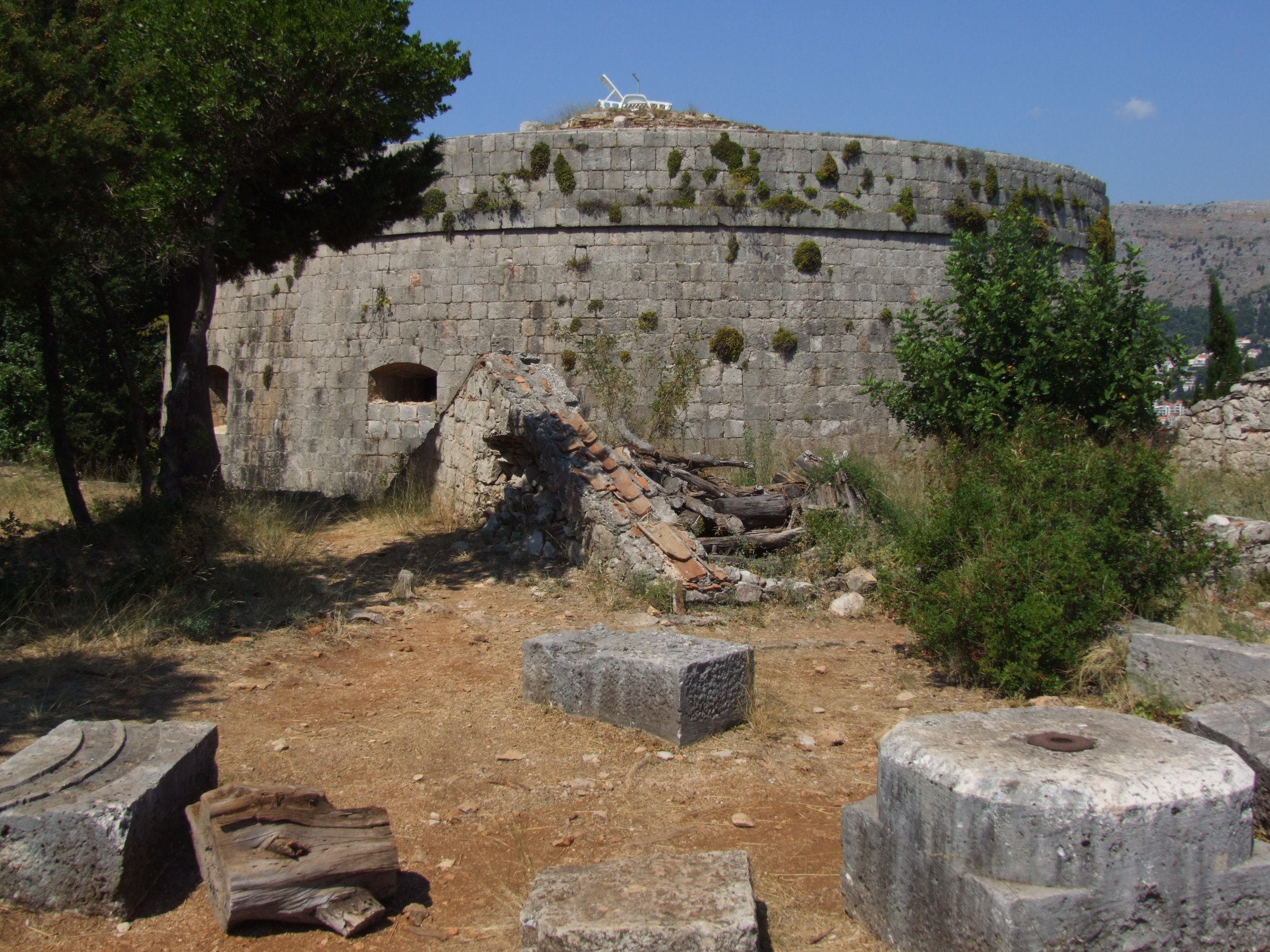
Fort Royal.
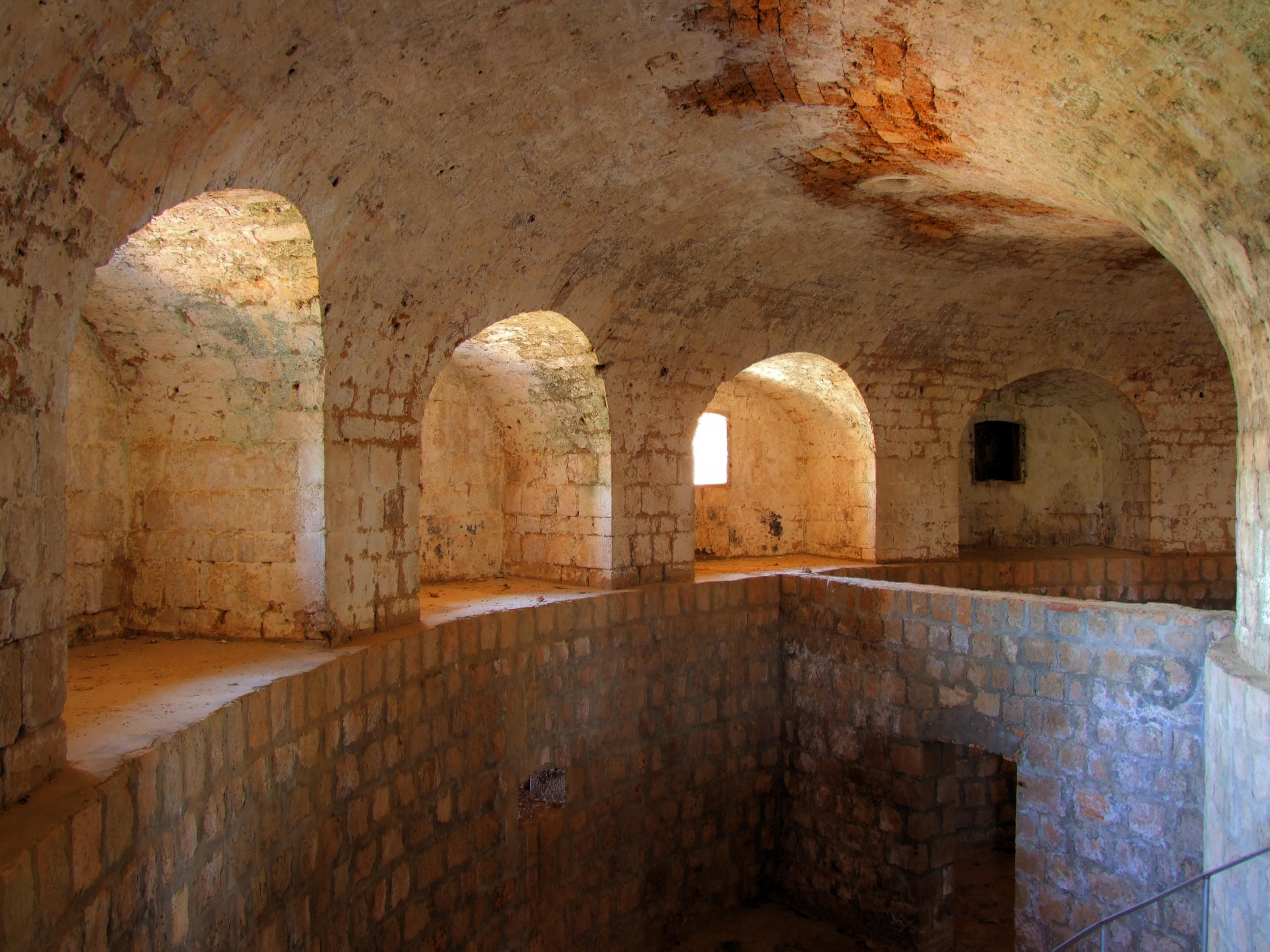
Intérieur de Fort Royal.

En 1859, l’archiduc Maximilien (à l’époque vice-roi de la Vénétie) et sa femme, Charlotte de Belgique, découvrent l’île. Séduite par le lieu, Charlotte achète l’île et le couple impérial transforme l’ancien monastère — à l’époque en ruine — en maison d'été. Suivant la tradition botanique des bénédictins, Maximilien consacre une bonne partie de ses efforts en transformant l’île en un véritable jardin exotique, avec des spécimens en provenance d’Australie et de l’Amérique du Sud. Après son retour d’une brève visite à Vienne en 1860, Maximilien y rédige une lettre à son beau-frère, le futur Léopold II, roi des Belges :

« Comme je m’y attendais, j’ai trouvé notre pauvre pays dans une situation bien confuse et bien sombre. Corruption d’un côté, fermentation de l’autre, grandissent chaque jour et deviennent de plus en plus inquiétantes. Comme au temps de Louis XVI, l’irrésolution et l’inaction dominent. Cette situation, on ne la comprend pas et on ne veut pas la comprendre. De tous côtés, on se bouscule, on s’agite, mais on ferme les yeux et les oreilles. »

C’est sur Lokrum que Maximilien entame les pourparlers qui l'amènent à accepter l’offre de la couronne mexicaine. Redoutant le rattachement de l’île avec l’Italie, Maximilien propose à son beau-frère de devenir acquéreur nominal de Lokrum et de ses biens à Miramare, près de Trieste.
Après l’exécution de Maximilien, l’impératrice garde l’île parmi ses biens personnels ; pourtant, en raison de la démence de sa sœur, Léopold II est nommé tuteur et se charge de l’entretien de celle-ci. Avec la question épineuse de la chute de la monarchie des Habsbourg au Mexique, et le rôle joué par Charlotte, Léopold II renonce – au nom de sa sœur – à tous les droits stipulés dans le contrat de mariage, ce qui prive Charlotte de toutes ses prétentions à la monarchie mexicaine. Peu après, l’île de Lokrum est placée sous l’administration de l’intendant de la liste civile impériale d’Autriche. Ensuite, la possession de l’île passa en 1880 au prince héritier de Habsbourg, l’archiduc Rudolphe, fils unique de l’empereur François-Joseph. Après la mort du prince héritier, la famille impériale se débarrasse l’île en la vendant à la famille princière de Windisch-Graetz. Lors de son mariage avec le prince Othon de Windisch-Graetz, l’archiduchesse Élisabeth-Marie (fille unique de Rudolphe) reçoit l’île en cadeau.
Avec la promulgation du Traité de Saint-Germain-en-Laye (1919), la République yougoslave réclame l’île. L’ancienne archiduchesse de Habsbourg déclare qu’en raison des lois dynastiques de la famille impériale, qu’elle n'est plus propriété de la famille de Habsbourg, mais de la famille de Windisch-Graetz. L’affaire touche à sa fin et se règle avec une indemnisation de plus de $500 000 versée à la princesse par le gouvernement yougoslave. 
En 1959, les autorités yougoslaves fondent un jardin botanique ouvert au public. Gardés par une famille de paons, des spécimens que Maximilien y avait introduits font partie de la réserve naturelle qui est établie en 1979.

## Accès
On atteint l’île par bac en provenance de Dubrovnik.

## Curiosités
- Au sud de l’île se trouve la Mer Morte (Mritvo more) – un petit lac salin qui communique avec l’Adriatique par un réseau des grottes sous-marines.
- Fort Royal (1806) est l’endroit plus haut de l’île (91 m)[réf. nécessaire]
- À l’ancienne résidence de Maximilien et Charlotte on trouve un restaurant et un musée consacré à l’histoire de l’île.
- Sur la côte de l'île se trouve une plage naturiste.

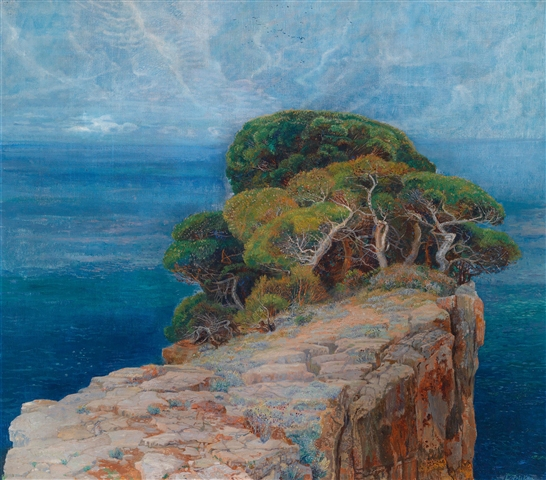
Vue de Lokrum par Emilie Mediz-Pelikan.

- Le jardin botanique et les ruines du monastère ont servi de décor pour le tournage de plusieurs scènes de la deuxième saison de la série Game of Thrones[4].